# Jesús Reyes
Jesús Reyes (Chincha, Departamento de Ica, Perú, 21 de marzo de 1982 - 24 de septiembre de 2017) fue un futbolista peruano que jugó como delantero.

## Trayectoria
Se inició en los juveniles de Sporting Cristal. Fue cedido a préstamo al Juan Aurich en 2000 y al año siguiente jugó con Sporting Cristal "B" en el torneo de Segunda División. En el 2008 fue fichado por el ADT de Tarma proveniente de  sport huamanga de  Ayacucho, el cual  y a finales de ese año fue campeón de la Copa Perú 2008 con el Sport Huancayo del cual fue goleador compartiendo la delantera con Irven Ávila y el paraguayo Sixto Santa Cruz, ese año jugó 13 partidos y clasificó a la Copa Sudamericana 2010. 
Jugó la Copa Perú 2011 por Pacífico FC. Luego, en el 2012 es fichado por Alianza Universidad de Huánuco para su debut en la Segunda División. En 2012 y el 2013 se coronó como el goleador de Segunda División del Perú.
Falleció la mañana del 24 de septiembre de 2017 de un paro cardiaco mientras disputaba un partido amateur en el Rímac.

## Selección
En 1999 integró la Sub-17 dirigida por Luis Bolaños, participó en el Sudamericano de Uruguay. Y en 2001, bajo el mando de Julio César Uribe, fue partícipe de la selección Sub-20 en el Sudamericano de Ecuador.

## Clubes
| Club                       | País | Año       |
| -------------------------- | ---- | --------- |
| Juan Aurich                | Perú | 2000      |
| Sporting Cristal "B"       | Perú | 2001      |
| Univ. Técnica de Cajamarca | Perú | 2003      |
| Sport Áncash               | Perú | 2004-2005 |
| Universidad César Vallejo  | Perú | 2006      |
| Froebel Deportes           | Perú | 2007      |
| ADT                        | Perú | 2008      |
| Sport Huancayo             | Perú | 2008-2009 |
| Deportivo Municipal        | Perú | 2011      |
| Pacífico FC                | Perú | 2011      |
| Alianza Universidad        | Perú | 2012-2015 |
| Unión Tarapoto             | Perú | 2016      |

## Palmarés

### Campeonatos nacionales
| Título    | Club           | País | Año  |
| --------- | -------------- | ---- | ---- |
| Copa Perú | Sport Áncash   | Perú | 2004 |
| Copa Perú | Sport Huancayo | Perú | 2008 |

### Distinciones individuales
| Distinción                                          | Año  |
| --------------------------------------------------- | ---- |
| Goleador de la Segunda División del Perú (12 goles) | 2012 |
| Goleador de la Segunda División del Perú (13 goles) | 2013 |